# 비시민
비시민(Non-citizen)은 자신이 거주하고 있는 국가의 시민권을 가지지 않은 사람들을 이야기한다. 다양한 원인으로 비시민이 될 수 있으며, 대표적으로는 장기 해외 체류, 이민, 망명, 유학, 무국적자 등이 있다. OHCHR에 의하면 전 세계 인구의 약 3%에 해당하는 1억 7500만 명이 비시민 상태에 있다고 한다. 많은 국가에서 비시민 상태의 거주자와 시민들이 누릴 수 있는 권리에 차이가 있다.

## 유럽 연합의 비시민
유럽 연합 통계청에 의하면 2011년 유럽 연합에 거주하는 시민 중 3330만 명이 거주국의 시민권을 가지지 않는다고 밝혔다. 비시민이 가장 많은 나라는 독일로 720만 명이 거주하고 있다. 이외에도 스페인 570만, 이탈리아 460만, 영국 450만, 프랑스 380만 명 등이 있다.

## 같이 보기
- 무국적
- 외국인
- 비시민 (라트비아)
- 비시민 (에스토니아)
- 조선적